# Aleix Porras
Aleix Porras Cantons (Lérida, 11 de septiembre de 1999) es un atleta español que compite en los 400 metros vallas. Ganó una medalla de plata en el Campeonato Europeo Juvenil de Atletismo de 2016 y se proclamó Campeón de España Absoluto y Campeón de España Universitario en 2022. Su marca personal es de 49,68 en 400 vallas lo que representa el récord catalán absoluto. También ha sido siete veces campeón de España en categorías inferiores y tiene nueve mejores marcas españolas de la historia en categorías menores. Ha representado a la selección nacional absoluta en varias ocasiones, siendo la primera vez el Campeonato del Mundo de Birmingham 2018, pasando por competiciones como campeonatos de Europa o Juegos Mediterráneos.

## Palmarés internacional
| Campeonato Europeo de Atletismo Sub-18 | Campeonato Europeo de Atletismo Sub-18 | Campeonato Europeo de Atletismo Sub-18 | Campeonato Europeo de Atletismo Sub-18 |
| Año                                    | Lugar                                  | Medalla                                | Prueba                                 |
| -------------------------------------- | -------------------------------------- | -------------------------------------- | -------------------------------------- |
| 2016                                   | Tiflis (Georgia)                       | Medalla de plata                       | 400 m.v.                               |